# Resistencia Ancestral Mapuche
Resistencia Ancestral Mapuche (RAM) es una supuesta organización armada con base en la Patagonia argentina, sospechosa de ser un montaje de servicios de inteligencia. Según el gobierno argentino durante la presidencia de Mauricio Macri, se trata de una organización delictiva, que promueve una lucha insurreccional contra el Estado Argentino y la propiedad privada de la tierra. Según el gobierno del expresidente de Argentina, Mauricio Macri, la organización consideraría ilegal la ocupación del «territorio ancestral mapuche» realizada por el Imperio español y luego por Argentina y Chile, y lucharía por la independencia de la «nación mapuche».
Según un supuesto comunicado de la RAM, esta organización le habría declarado la guerra en 2014 a la Argentina y a Chile, considerando «ilegal» la conquista que ambos Estados hicieron en los supuestos territorios mapuches.
Su existencia es puesta en duda por algunas personas. Según las comunidades mapuche, el obispo de Bariloche, algunos políticos y periodistas, la RAM no existe o se trata de un grupo creado por los servicios de inteligencia del Estado Argentino, en el marco del conflicto por el reconocimiento de los derechos de las comunidades indígenas sobre sus tierras ancestrales, abierto a partir de la reforma constitucional de 1994 (art. 75, inc. 17), pero no existen pruebas judiciales de su existencia.
La primera referencia concreta a una acción violenta del RAM fue publicada por el blog de izquierdas indymedia en el año 2009. En la entrada del 1 de octubre de 2009 se comenta la noticia aparecida en un diario chubutense de que «Ayer a la madrugada, a las 2.50 h, autores ignorados rompieron todos los vidrios de la estación de servicio ubicada en la intersección de Avda. Fontana y Avda. Ameghino de Esquel. Luego de ello tiraron panfletos en el lugar. Se investiga el hecho». Según indymedia, «aunque la prensa winka no lo diga esta acción fue realizada por un grupo de Resistencia Ancestral Mapuche en contra de las inversiones capitalistas petroleras y los proyectos a ejecutar, contra el despojo los atropellos y la represión, en Memoria de Kollio por la Reconstruccion y la Liberacion».
Desde 2017 algunos funcionarios argentinos han calificado informalmente al supuesto grupo como terrorista, por los actos violentos que realizan, y los sabotajes que se reivindican, en especial atentados contra la propiedad privada como quema de campos,  corte de rutas,  vandalismo en algunas propiedades y cuatrerismo. Se han adjudicado ataques a pozos petroleros, el incendio de la casa de un puestero en Lago Escondido luego de golpearlo, el incendio en un galpón con maquinarias en El Maitén y una emboscada en la que dispararon a varios policías,  ataques al Consulado de Chile en Bariloche y a la Iglesia Nuestra Señora de la Catedral.
El gobierno argentino de Mauricio Macri informó «oficialmente» en 2017, que había confirmado que la RAM está financiada por una organización inglesa con sede en Bristol, Reino Unido —identificado como Mapuche International Link, que tiene su sede en  el n.º 6 de Lodge Street, en la Ciudad de Bristol, desde el año 1978— y lo vinculó con la situación de ocupación por ese país de las Islas Malvinas. El Secretario General de la organización, según lo informado por la página oficial, sería Reynaldo Mariqueo, el único mapuche integrante de la junta directiva, secundado por Nina Saleh Ahmed, como vicesecretaria general. Nina Ahmed, pese a su ascendencia musulmana, fue la encargada de presentar la causa mapuche ante el Consejo de Derechos Humanos de Naciones Unidas en septiembre de 2016.
En octubre de 2021, Arabela Carreras, gobernadora de la provincia de Río Negro, afirmó que se trata de "un grupo beligerante con conexiones internacionales".
Varias comunidades mapuche han expresado que los miembros de RAM «no son mapuches», que se trata de personas infiltradas, sospechando que la RAM sea en realidad «un montaje de los servicios de inteligencia» para criminalizar al pueblo mapuche, deslegitimar cualquier futuro reclamo territorial y poder justificar futuros actos de represión contra sus comunidades. El 25 de noviembre de 2017 efectivos del grupo Albatros de la Prefectura Naval asesinaron al joven de 22 años de origen mapuche Rafael Nahuel en Villa Mascardi, en las cercanías de San Carlos de Bariloche. Desde el gobierno argentino atribuyeron el episodio a una supuesta agresión con armas de fuego, lanzas y piedras por parte de integrantes de la RAM, a la que los efectivos respondieron disparando sus armas 9 mm. Investigaciones posteriores confirmaron que los mapuches baleados no estaban armados. En mayo de 2019 la Cámara Federal de General Roca desestimó la figura de legítima defensa, en el marco de un enfrentamiento.
El 5 de febrero de 2025, el Gobierno Argentino al mando de Javier Milei declaró a la RAM como «organización terrorista» después que el gobernador de Chubut, Ignacio Torres, vinculó a la RAM con los incendios en la zona —que continúan activos y han afectado ya más de 20.000 hectáreas— y acusó a Jones Huala de instigarlos. El líder mapuche, sin embargo, desligó a la organización RAM de los incendios forestales que se han propagado en la Patagonia argentina desde diciembre: «Jamás lo hemos hecho ni lo haríamos», argumentó tras haber sido acusado de provocar esos fuegos.

## Contexto
Desde la conquista europea, los pueblos indígenas han considerado ilegítima la ocupación de sus tierras ancestrales. Durante el siglo XIX y parte del siglo XX, el Estado argentino no reconoció la personería jurídica de los pueblos indígenas, ni derechos sobre esas tierras.
En 1994 el Estado argentino modificó considerablemente su postura y reconoció por primera vez los derechos indígenas al reformar la Constitución Nacional en 1994 (artículo 75, inciso 17), entre ellos «la posesión y propiedad comunitaria de las tierras que tradicionalmente ocupan», prohibiendo su enajenación:

Reconocer la preexistencia étnica y cultural de los pueblos indígenas argentinos. Garantizar el respeto a su identidad y el derecho a una educación bilingüe e intercultural; reconocer la personería jurídica de sus comunidades, y la posesión y propiedad comunitaria de las tierras que tradicionalmente ocupan; y regular la entrega de otras aptas y suficientes para el desarrollo humano; ninguna de ellas será enajenable, transmisible ni susceptible de gravámenes o embargos. Asegurar su participación en la gestión referida a sus recursos naturales y a los demás intereses que los afecten. Las provincias pueden ejercer concurrentemente estas atribuciones.
Artículo 75, inciso 17 de la Constitución nacional de Argentina

El marco normativo de los derechos indígenas se completó con la ratificación del Convenio n.º 169 sobre Pueblos Indígenas y Tribales de la Organización Internacional del Trabajo (OIT) por la ley 24.071 (2000), la inclusión en el Censo Nacional a partir de 2004, la Declaración de las Naciones Unidas sobre los derechos de los pueblos indígenas (2007) y el nuevo Código Civil y Comercial (2015), regulando la propiedad indígena de la tierra. A partir de entonces las comunidades indígenas que habitan en la Argentina, comenzaron a organizarse para hacer efectivos sus nuevos derechos constitucionales. La principal dificultad surge cuando se plantea la "ocupación tradicional" en los términos del art. 75 inc. 15 de tierras que, registralmente, tienen un propietario reconocido con anterioridad a la reforma constitucional, como es el caso de las tierras pertenecientes a la empresa italiana Benetton. En varios de esos casos, los propietarios de tierras reclamadas por las comunidades indígenas iniciaron juicios para desalojar a dichas comunidades, con resultados disímiles en las Justicias provinciales de las provincias patagónicas. En 2006 el Congreso Nacional sancionó la Ley de Emergencia Territorial Indígena n.º 26.160, suspendiendo por 4 años los desalojos de tierras indígenas con el fin de finalizar el relevamiento catastral de las tierras ancestrales, paso previo para formalizar los títulos de propiedad comunitaria. El plazo fue prorrogado en dos ocasiones, por otro plazo igual, en 2009 y 2013, expirando el 23 de noviembre de 2017, cuando solo se había completado el relevamiento catastral en un 30 % (459 de las 1532 comunidades indígenas identificadas). Entre las provincias que no habían finalizado el relevamiento, se encuentran las de Neuquén, Río Negro y Santa Cruz. Organizaciones indígenas, de derechos humanos y partidos políticos habían reclamado la prórroga de la ley.
Finalmente, el 5 de diciembre de 2024, la Corte Suprema de Justicia de la Nación, en el caso "González, Florencio Antonio c/ Colicheo, Florentino y otros s/ interdicto (sumarísimo)", consagró el criterio de que "no toda tenencia o posesión de tierras por parte de un grupo o comunidad que se reivindica como aborigen es susceptible de tutela constitucional" y que "el acceso irregular a ellas no fue un objetivo buscado por el constituyente", fijando como principio que "la propiedad comunitaria del artículo 75, inciso 17 de la Constitución Nacional no habilita bajo ningún concepto o condición, una interpretación que derive en una violación a la propiedad privada de terceros, protegida por los artículos 14 y 17". La generalidad del criterio que le sirve de fundamento al caso hace que se lo considere un "leading Case" o "caso testigo" para ilustrar el criterio general establecido por la Corte
Las comunidades mapuches han reivindicado la propiedad sobre territorios que pertenecieron a sus antepasados; en Argentina, sus mayores éxitos se alcanzaron en la provincia del Neuquén, donde les fueron reconocidos numerosos territorios («reservas»). En Río Negro y Chubut, el reconocimiento de sus derechos sobre las tierras ha sido menor, dando lugar a una serie de conflictos de baja intensidad, orientados a que los estados nacional y provincial reconozcan sus derechos territoriales constitucionales, en especial sobre áreas ocupadas por parques nacionales y grandes latifundios. 
La organización, que ha declarado la guerra a las naciones de Chile y Argentina, ha reivindicado algunos actos violentos tanto en Chile como en Argentina y otros tantos le son adjudicados, sabotajes, quema de campos, corte de rutas, cuatrerismo, atentados con bombas molotov, ataques a pozos petroleros, el incendio de la casa de un puestero en Lago Escondido luego de golpearlo, el incendio en un galpón con maquinarias en El Maitén y una emboscada en la le dispararon a varios policías, ataques al Consulado de Chile en Argentina y un ataque a la Iglesia Nuestra Señora de la Catedral en Bariloche.

### Benetton y la comunidad «Pu Lof en Resistencia» de Cushamen

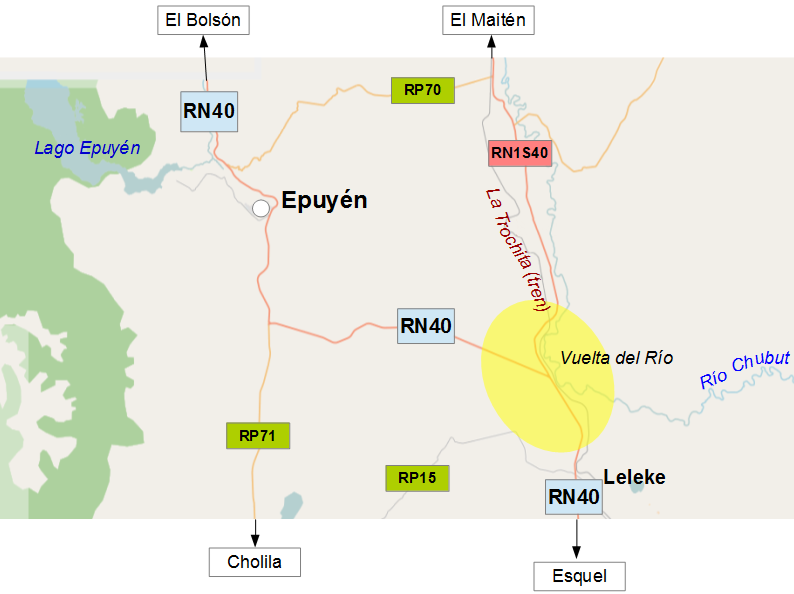
En amarillo el área en que se ubica la comunidad «Pu Lof en Resistencia» de Cushamen en la estancia Leleke, de propiedad (disputada) del Grupo Benetton.

En la provincia del Chubut, gran parte de los reclamos mapuches se orientaron contra las propiedades rurales de la Compañía de Tierras Sud Argentina SA (CTSA), empresa que originariamente pertenecía a capitales británicos y que, a comienzos de los años noventa, fue adquirida por el Grupo Benetton, de origen italiano. Esta empresa es propietaria de algo más de 900 000 hectáreas en el país, un tercio de las cuales están en Chubut, y opera en la región con centro en la estancia Leleque (de 180 000 hectáreas), en el departamento Cushamen, al noroeste de la provincia. El 16 de agosto, la RAM se adjudicó una serie de sabotajes y ataques a maquinaria agrícola, siendo el más relevante el incendio de una oficina de una iglesia a las afueras de San Carlos de Bariloche.
En 2006 la empresa intentó poner fin al conflicto con el pueblo mapuche, para lo cual ofreció ceder a Chubut 7500 hectáreas en Esquel, a fin de que las mismas fueran entregadas bajo el régimen de territorios ancestrales a las diversas comunidades. El gobierno provincial ordenó realizar estudios técnicos sobre la propuesta, que concluyeron que se trataba de tierras improductivas, inadecuadas para atender el reclamo mapuche, por lo que rechazó el ofrecimiento.
La primera acción registrada de la Resistencia Ancestral Mapuche (RAM), donde un tráiler y un edificio cercano fue incendiado ocurrida el 12 de julio de 2011, cerca de Cerro Belvedere, Departamento Los Lagos. Por este incidente fue arrestado Facundo Jones Huala. El 13 de marzo de 2015, una comunidad mapuche, perteneciente al Movimiento Mapuche Autónomo del Puel Mapu (MAP), instaló un lof (comunidad) llamado «Pu Lof en Resistencia» dentro de la estancia Leleque, en el predio ubicado en el paraje Vuelta del Río, sobre la Ruta Nacional 40 y a la vera del curso superior del río Chubut, entre Cholila y Esquel.

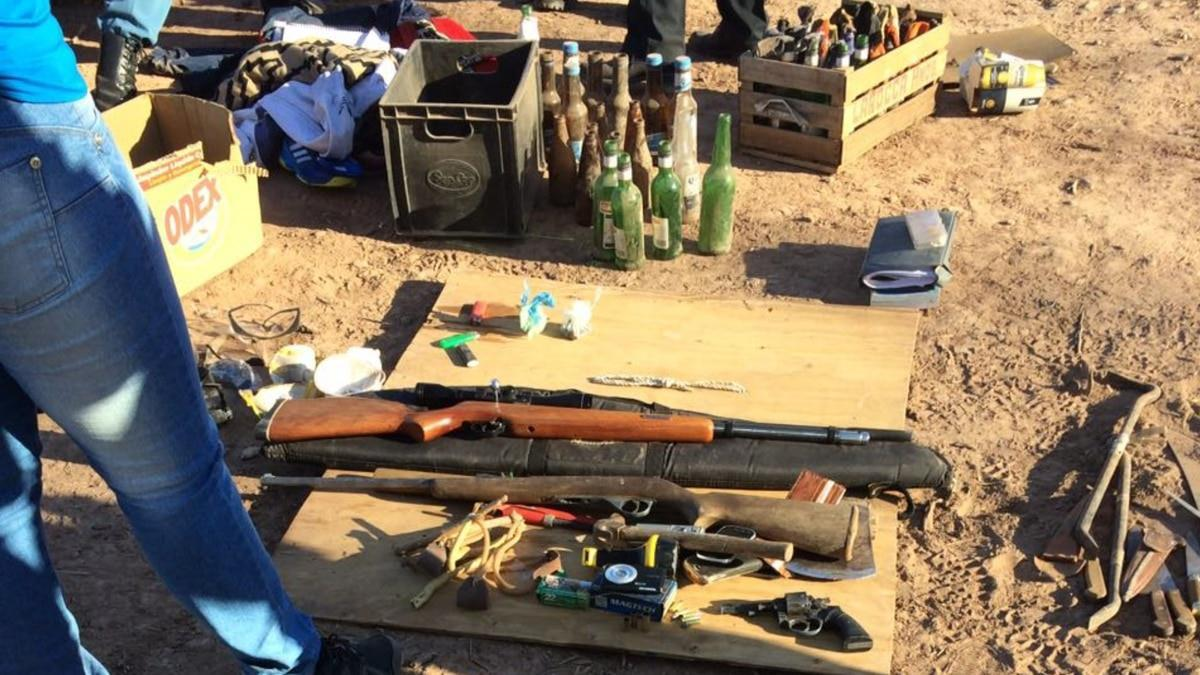
Armas decomisadas a la RAM,después de un supuesto ataque en la concesionaria Kumenia

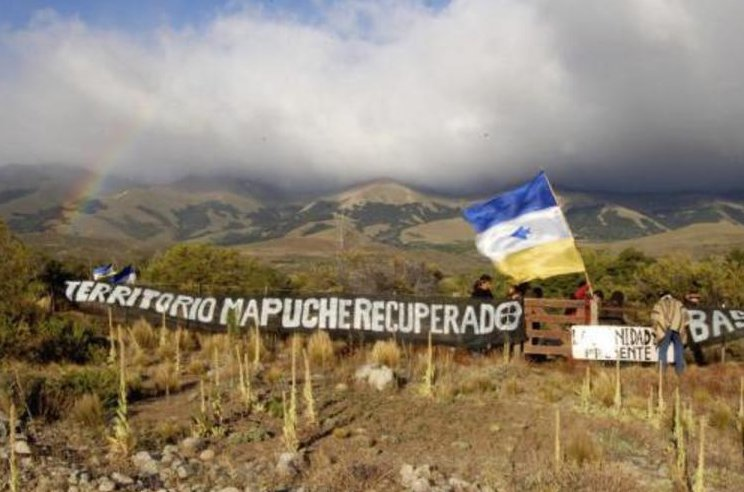
La comunidad «Pu Lof en Resistencia», ocupando tierras reclamadas como ancestrales, compradas por el Grupo Benetton.

A fines de junio de 2016 efectivos del Grupo Especial de Operaciones Policiales (GEOP), la Guardia de Infantería de la Policía provincial y la Unidad de Abigeato irrumpieron con violencia en los terrenos ocupados por la comunidad «Pu Lof en Resistencia»; al parecer, en busca de ganado que había sido robado a Benetton. Luego del procedimiento, que dejó varios heridos entre los miembros de la comunidad y siete detenidos, se recuperaron 242 cartuchos correspondientes a la variedad conocida como «antimotines». En ese mismo mes extremistas mapuches se adjudicaron el ataque contra dos retroexcavadoras en el Paraje Mallín Ahogado, y una quema de cabañas en el sector El Hoyo.
En septiembre de 2016 miembros del lof bloquearon el paso del tren turístico conocido como La Trochita, y desde entonces se repitieron los cortes de rutas, en especial sobre la vieja ruta nacional 40 (RN1S40). La respuesta del gobierno nacional fue enviar sucesivos grupos de agentes de la Gendarmería Nacional, que se apostaron repetidas veces en las cercanías del acampe mapuche.
En noviembre de 2016, un comunicado difundido por Amnistía Internacional y suscrito por numerosas organizaciones de derechos humanos y agrupaciones de la sociedad civil expresaba la "profunda preocupación" con que observaban la creciente "estigmatización y persecución al pueblo mapuche", y la distorsiva interpretación de la legislación vigente a fin de calificar los reclamos de las comunidades como "amenazas a la seguridad" o actos "terroristas".
En diciembre de 2016, la Cámara Federal de Apelaciones de Comodoro Rivadavia rechazó un habeas corpus preventivo, presentado por el grupo mapuche, ante la posibilidad de que se realizara un operativo represivo en su contra por parte de la Gendarmería Nacional. También en diciembre, la RAM se adjudicó el incendio de un edificio perteneciente a Benetton, el ataque a tiros a una unidad, otro ataque armado a una patrulla en el sector Vuelta del Río, el incendio a la empresa “Plantas del Sur”, y el incendio de 3 tractores, 2 zampings, 2 arados y una casilla
Un mes después, los días 10 y 11 de enero de 2017, la comunidad de Cushamen sufrió un ataque realizado por fuerzas de Gendarmería Nacional y la Policía de la Provincia del Chubut. Miembros de la comunidad denunciaron a la prensa que las fuerzas de seguridad dispararon contra los indígenas, entre los que se encontraban mujeres y niños, destruyeron sus viviendas y detuvieron a varios de sus integrantes. También denunciaron que el desalojo -prohibido por la Ley 26.160- había sido un pedido informal del Grupo Benetton y que los agentes afectados a este operativo partieron de la base operativa que la institución tiene dentro de la estancia Leleque, propiedad de Benetton, que la había cedido meses antes en carácter de "base informal" para alojamiento del grupo de efectivos trasladados a la zona en 2016. El gobernador Mario Das Neves rechazó esas imputaciones y culpó de la represión al juez federal de Esquel, Guido Otranto. Desde entonces, el control de las actividades de la comunidad quedó en exclusivas manos de la Gendarmería Nacional, mientras que la Policía provincial se mantuvo al margen. El caso fue denunciado ante la Comisión Interamericana de Derechos Humanos (CIDH), que días después solicitó formalmente al estado argentino información sobre los hechos denunciados.
En 2017 Huala declaró en la Radio Mitre «reivindicamos la violencia como una herramienta de autodefensa y, también, como una herramienta de liberación». El 28 de junio de 2017 otra vez fue detenido Jones Huala, lo que generó una sucesión de protestas y marchas en reclamo de su libertad. El 31 de julio de 2017 organizaciones mapuche y de derechos humanos realizaron un corte de calle frente al Juzgado Federal de Bariloche para pedir la liberación de Jones Huala. Los manifestantes fueron reprimidos por Gendarmería, que detuvo a varias personas. El mismo día, el gobernador de Chubut, Mario Das Neves, pidió la destitución del juez Guido Otranto, por haber liberado a Jones Huala en agosto del año anterior, apoyado por el jefe de Gabinete del Ministerio de Seguridad de la Nación, Pablo Noceti.
El 19 de marzo fueron absueltos seis integrantes de la comunidad Pul Lof de la Resistencia Cushamen, que habían sido acusados de delitos de hurto de ganado, usurpación y terrorismo. La jueza consideró que hay razones para considerar que el Oscar Oro, abusó de su cargo en perjuicio de los acusados. Durante el juicio, el comisario de El Maitén, declaró que se había sentido presionado para llevar a cabo acciones ilegales, tales como detener bajo pretextos que no lo justificaban. En 2018, el pedido de extradición de Huala fue aceptado a nivel de la Corte Suprema de Justicia y fue extraditado a Chile.había declarado la guerra a la nación Argentina y a Chile. La RAM considera que el estado argentino y el chileno y sus leyes son ilegítimos. Desarrolla actos violentos de baja intensidad. Entre los actos que realizan hay atentados violentos, en especial atentados contra la propiedad privada como quema de campos,  corte de rutas,  vandalismo en algunas propiedades y cuatrerismo. Se han adjudicado el incendio en un galpón con maquinarias en El Maitén y una emboscada en la le dispararon a varios policías,  ataques al Consulado de Chile en Bariloche y a la Iglesia Nuestra Señora de la Catedral.
En diciembre de 2018 Jones Huala fue condenado por el Tribunal Oral en los Penal (TOP) de Valdivia, Chile, a 9 años de cárcel.
El 9 de junio del 2021, el RAM se adjudicó el incendio un centro de convenciones, cerca de Lago Escondido, que había dejado graves afectaciones al edificio Los propietarios lo negaron, afirmando que el incendio fue producto de un accidente. En ese mismo año, el grupo se solidarizó con otras organizaciones mapuches por la muerte de Pablo Marchant.

## Sobre su supuesta construcción mediática y de inteligencia estatal

### Operaciones de Servicios de Inteligencia
Desde el año 2009 empezaron a ser publicados en sitios antisistema algunos panfletos firmados como "Resistencia Ancestral Mapuche", pero sin causar reacción alguna.
El presidente Mauricio Macri el 27 de junio de 2017 ofreció a Michelle Bachelet, presidenta de Chile, resolver con prontitud la extradición del lonko Jones Huala, que ese día fue detenido por Gendarmería en la ruta 40 y encarcelado en Bariloche.[cita requerida]
El 16 de agosto de 2017 el comandante Fabián Méndez de Gendarmería Nacional imparte la orden a sus subordinados de que "a partir de hoy no se habla más de mapuches sino de RAM". En sentido similar, Noceti, jefe de Gabinete del Ministerio de Seguridad nacional, expresó en una entrevista radial 
que  "A partir de ahora cualquier tipo de actividad pública que haga el RAM van a ser detenidos y llevados a juicio. Que lo tengan claro, porque eso es lo que va a ocurrir. [...] Van a quedar todos presos, no tenemos nada que dialogar, vamos a judicializarlos”.

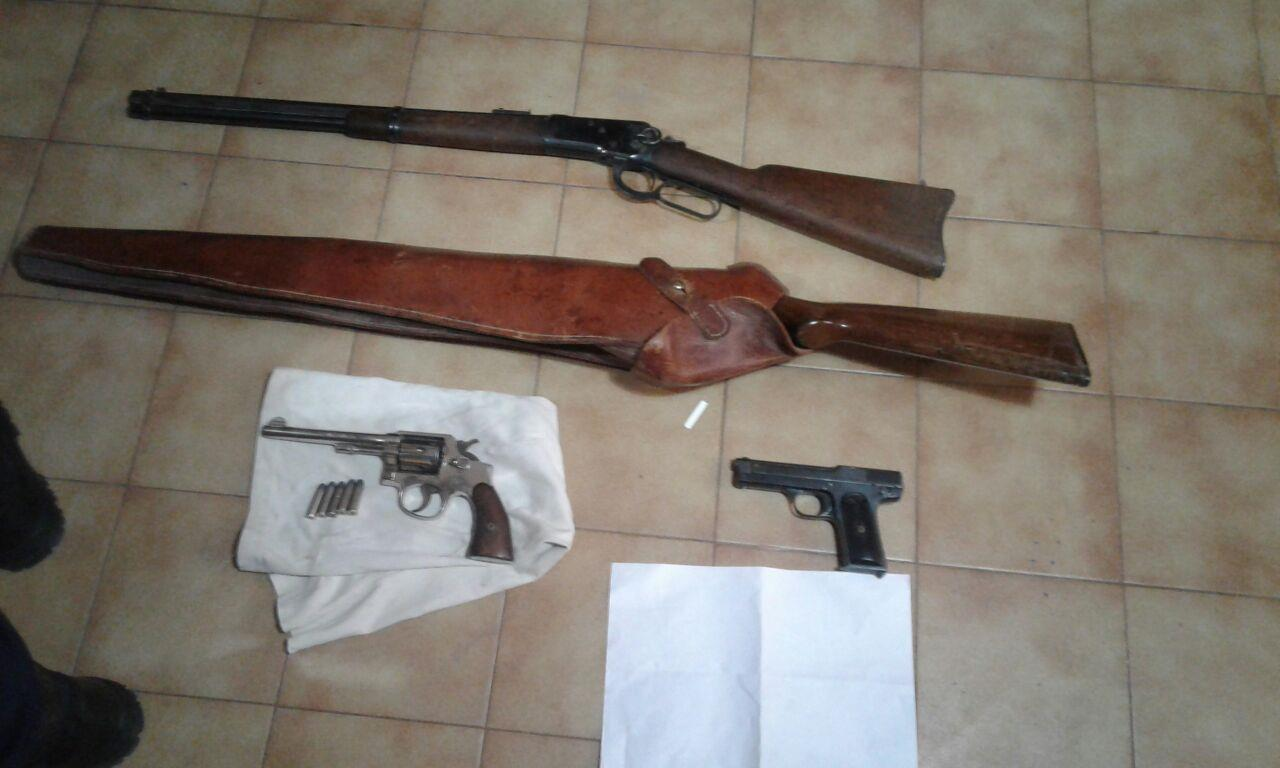
Armas confiscadas a la RAM después de un operativo realizado por las fuerzas de seguridad

Bajo el nombre de ”Operación Huracán” en septiembre de 2017, Carabineros detienen y encarcelan en Chile a 8 comuneros mapuches acusados de ser terroristas de la CAM. En enero de 2018 el Ministerio Público de ese país informó que mediante pericias técnicas se había detectado la manipulación de las pruebas que incriminaban a los detenidos y abre una investigación contra la fuerza policial. La operación fraudulenta es probada y en marzo el entonces presidente Sebastián Piñera aceptó la renuncia del director de Carabineros Bruno Villalobos y del general Gonzalo Blu.[cita requerida]
El 29 de noviembre de 2017 hubo un cónclave bilateral en el Palacio San Martín de la Cancillería, asistió una delegación chilena conformada por el entonces subsecretario del Interior Mahmud Aleuy, el embajador José Viera Gallo y tres funcionarios de menor rango; por Argentina estuvieron la ministra Patricia Bullrich, Gerardo Milman, Pablo Noceti y Gonzalo Cané, Vicente Autiero, y Luis Correa.[cita requerida]

### Tratamiento en los medios
En el marco de la desaparición de Santiago Maldonado investigada por la justicia federal argentina, como víctima de desaparición forzada en el marco de la represión de una protesta, se incrementan en los medios de prensa las menciones a la RAM. En ese momento Orlando Carriqueo, secretario de la mesa coordinadora del Parlamento Mapuche de Río Negro, no conoce a ningún integrante de la supuesta organización.
En una conferencia de prensa del 26 de noviembre de 2017 la ministra de seguridad Patricia Bullrich afirmó, luego de que se le preguntase sobre la supuesta RAM, que RAM "es un nombre genérico de grupos que actúan violentamente". Antes había declarado al canal TN que la RAM estaba financiada por una organización inglesa, y luego que es apoyada y financiada por el Partido de los Trabajadores de Kurdistán, la ETA, el IRA irlandés, las FARC colombianas, la agrupación La Cámpora y la Universidad de las Madres de Plaza de Mayo. En el mismo sentido, se dio a conocer información que se suponía surgida de un informe oficial de inteligencia según la cual Abdullah "Apo" Öcalan, líder del Movimiento de Liberación de Kurdistán fue visto en Buenos Aires, Chubut, Río Negro y Neuquén y habría mantenido contactos con la RAM. Öcalan permanece desde 1999 cumpliendo su condena en una cárcel de máxima seguridad en Turquía.
Según el senador Fernando Pino Solanas, "la RAM es un invento o una organización infiltrada por los servicios secretos".  Así lo afirmó en una entrevista al señalar que «dos grandes nucleamientos de la comunidad mapuche, la Confederación Mapuche Neuquina y la Coordinadora del Parlamento Mapuche, lo dicen». La diputada María Emilia Soria la describió como un enemigo inventado. En el mismo sentido se expresó la madre de Jones Huala, pese a que su hijo declararía judicialmente que “he sido combatiente en algún momento de la Resistencia Ancestral Mapuche (RAM)". 
Juan José Chaparro, obispo de Bariloche desde 2013, fue entrevistado acerca de los hechos de violencia sucedidos a fines de noviembre de 2017 en la zona de Villa Mascardi. Entre otros conceptos, señaló «No conozco la existencia de la RAM. Me parece que se está armando un enemigo», expresando sus dudas acerca de la veracidad de las afirmaciones oficiales sobre la organización.
Tampoco se ha detectado hasta el momento alguna publicación, blog o página de internet por los cuales la RAM dé a conocer sus pensamientos y acciones.

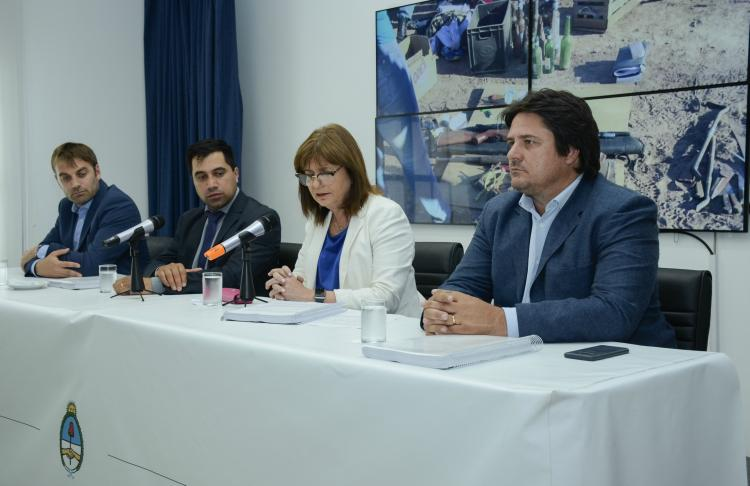
Tras 8 años de una escalada de violencia creciente, la ministra de Seguridad de la Nación Patricia Bullrich junto con los ministros de Gobierno de Chubut, Pablo Durán, de Seguridad de Nequén, Jorge Lara, y el ministro de Seguridad de Río Negro Gastón Pérez Estevan, crearon un comando unificado para el abordaje de la problemática.

Durante los violentos incendios registrados en febrero del 2023 en el Parque Nacional Los Alerces, el gobernador de la Provincia del Chubut Ignacio Agustín Torres responsabilizo a la RAM de estar detrás de los incendios, por supuestas pruebas de que el incendio fue intencionado.

### Informe televisivo sobre supuestos atentados
Según Jorge Lanata en Periodismo para todos, el policía José Aigo habría sido asesinado en 2012 en un supuesto enfrentamiento con militantes de las organizaciones chilenas MIR y FPMR, que según Lanata estarían relacionadas con la RAM y los acusó de la quema de un camión y de dos refugios.
Sin embargo años antes ya diferentes medios atribuyeron su asesinato a cazadores furtivos, lo que llevó a la detención del hijo del intendente de San Martín de los Andes el cual sería uno de los cazadores que dispararon al policía. El informe televisivo fue calificado de racista, y de estar elaborado sobre la base de hipótesis no comprobadas, información parcial, sesgada, y afirmaciones no avaladas por evidencias. Otros medios desmintieron la supuesta información dada por Lanata, ya que la investigación judicial nunca vinculó a la RAM con el asesinato del policía Aigo, ocurrido a más de 300 km de su zona de origen.

### Versiones sobre la participación en un incendio intencional
En julio de 2018 un incendio intencional destruyó las instalaciones de una confitería en el centro de esquí La Hoya, en Esquel. Según una nota del periódico oficialista Clarín señalaron la "sospecha" de que la RAM o alguno de sus miembros fueran los autores del delito.
Poco después, el fiscal a cargo de la investigación desmintió esa falsa información, afirmando que "La versión de la Resistencia Ancestral Mapuche es falsa y sale de la edición digital del diario Clarín de ayer" y "La versión falsa de vincular a la RAM genera un malestar en la zona y para nosotros es una línea que ni siquiera fue investigada".

## Reacciones y comunicados de la comunidad y Organizaciones Mapuche
El 31 de agosto de 2017, en un comunicado firmado por representantes de la Coordinadora del Parlamento Pueblo Mapuche Chewelche en Río Negro; Coordinadora del Parlamento Pueblo Mapuche en Río Negro, Confederación Mapuche Neuquina, Comunidades en Santa Cruz y Chubut entre otros, se caracterizó al grupo "RAM" como un "fantasma", blanco de la caza de "fuerzas armadas, jueces y fiscales y mucha tinta de los medios empresariales" y "que de lo grotesco y evidente, parece más el accionar de un “grupo de inteligencia” que de la lucidez y capacidad de resistencia cultural que ha tenido el pueblo mapuche".
El comunicado señalaba además que "no está generado desde el interior de una cultura sabia, humanista, holística que invita a proyectar un nuevo modelo de sociedad, sino que es obra de un montaje, del accionar de los servicios de inteligencia de los estados argentino y chileno, para implementar el plan cóndor en nuestros territorios, dando lugar a la aplicación de la ley antiterrorista; construyendo así un escenario que justifica una política represora. La RAM es un accionar que anima a los que promueven el odio racial y la defensa de intereses económicos concretos, que necesitan instalar regiones militarizadas para acallar las voces y la historia". Debido a sus sospechas, las comunidades mapuche exigieron al gobierno que identificara a las supuestas personas que pertenecen a la RAM, sosteniendo que sus miembros "no son mapuches", sino personas infiltradas.
Nilo Cayuqueo, miembro de una comunidad mapuche de la provincia de Buenos Aires, afirmó desconocer a la RAM o a cualquiera de sus integrantes. Ignacio Prafil, miembro de la Coordinadora del Parlamento Pueblo Mapuche Chewelche en Río Negro se expresó en el mismo sentido.

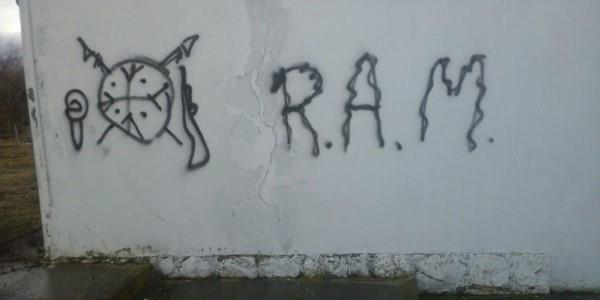
Grafiti con el logo de la RAM, encontrada luego del incendio del puesto Los Retamos

En reportajes la líder mapuche Moira Millán, de la comunidad Pïllan Mahuiza de Chubut, declaró: "Se me estigmatiza en los principales canales de televisión de Argentina diciendo que soy una de las organizadoras de todo este conflicto, líder de este estallido, que es (en realidad) una invención de los servicios de inteligencia", y que "el pueblo mapuche es el que le está poniendo el cuerpo a las balas, es además el pueblo que había conseguido recursos legales para frenar los megaproyectos extractivistas, entonces si logran convencer a la ciudadanía que somos terroristas desactivan todos los derechos y garantías aplican la Ley Antiterrorista. Entonces ya directamente el extractivismo tendría luz verde en todo nuestro territorio porque no va haber manera de frenarlo".
Algunos diputados argentinos también se han expresado rechazando la supuesta existencia de la RAM y calificándola de "invento de Patricia Bullrich".

## Caso Santiago Maldonado
El 1 de agosto de 2017 un grupo de personas de la comunidad mapuche Pu Lof en Resistencia de Cushamen, reclamaban la libertad del lonko (líder) de dicha comunidad, Facundo Jones Huala, bloqueando una carretera cerca de El Maitén. El grupo fue dispersado por la Gendarmería Nacional Argentina en forma violenta. Poco después, se reportó la desaparición de Santiago Maldonado, un manifestante que apoyaba los reclamos. Los testigos dijeron ante el Poder Judicial que Maldonado fue tomado por agentes de la Gendarmería. Por dicha desaparición fueron denunciados el presidente Mauricio Macri, el jefe de Gabinete de Ministros Marcos Peña, la ministra de Seguridad Patricia Bullrich y otros altos funcionarios del gobierno nacional  por la Liga Argentina por los Derechos del Hombre «por la figura penal típica de desaparición forzada de personas en concurso con encubrimiento.
El gobierno nacional relacionó la desaparición de Maldonado con la acción de la RAM, causando así que la misma fuera conocida por la opinión pública; mientras que otros hicieron responsable al gobierno nacional de dicha desaparición. El 4 de agosto, un grupo de personas atacaron el edificio de la "Casa del Chubut" en Buenos Aires, atribuyeron el ataque a una reacción de miembros de la RAM, pese a tratarse al parecer de una acción directa de parte de grupos anarquistas activos en la ciudad como protesta a la desaparición de Maldonado, en la que también se ha sospechado la acción de los servicios de inteligencia del gobierno. El Comité contra las Desapariciones Forzadas de las Naciones Unidas ha instado al gobierno argentino a buscar y localizar a Maldonado. La Fiscalía y el Juzgado Federal de Esquel quedaron a cargo de la investigación sobre la desaparición de Maldonado, caratulada como desaparición forzada. En un reportaje del diario La Nación publicado el 17 de septiembre de 2017, el juez opinó que podría deberse a un accidente y que por lo tanto que no se trataría de una desaparición forzada. Debido a estas opiniones, —consideradas un prejuzgamiento—, el Centro de Estudios Legales y Sociales (CELS) lo recusó y fue apartado de la investigación.
Santiago Maldonado fue hallado sin vida el 17 de octubre de 2017 en aguas del río Chubut, a 300 metros río arriba del lugar donde fuera visto por última vez.  Los peritajes mostraron que el cuerpo no tenía golpes ni lesiones, que había fallecido por ahogamiento y el cuerpo no había sido movido. A pesar de eso la familia insiste en que se investigue.

## Homicidio de Rafael Nahuel
El día en que se realizaba en la provincia de Buenos Aires el entierro de Santiago Maldonado, el gobierno de Macri realizó un nuevo desalojo contra lo que denominaron "comunidades RAM". En este contexto, el grupo Albatros de la Prefectura reprimió con balas de goma y de plomo a los integrantes de la comunidad Lafken Winkul Mapu con lo que asesinaron al joven de 22 años Rafael Nahuel.
Pese a que la ministra de Seguridad afirmó a las pocas horas que la muerte del joven se había producido en el marco de un «enfrentamiento», y que los mapuches poseían armamento de guerra, ningún arma fue encontrada. Las pericias confirmaron que Nahuel no tenía rastros de pólvora en sus manos, —lo que descarta la hipótesis de “enfrentamiento”—, y que los miembros de Prefectura habían efectuado al menos 114 disparos.

## Facundo Jones Huala

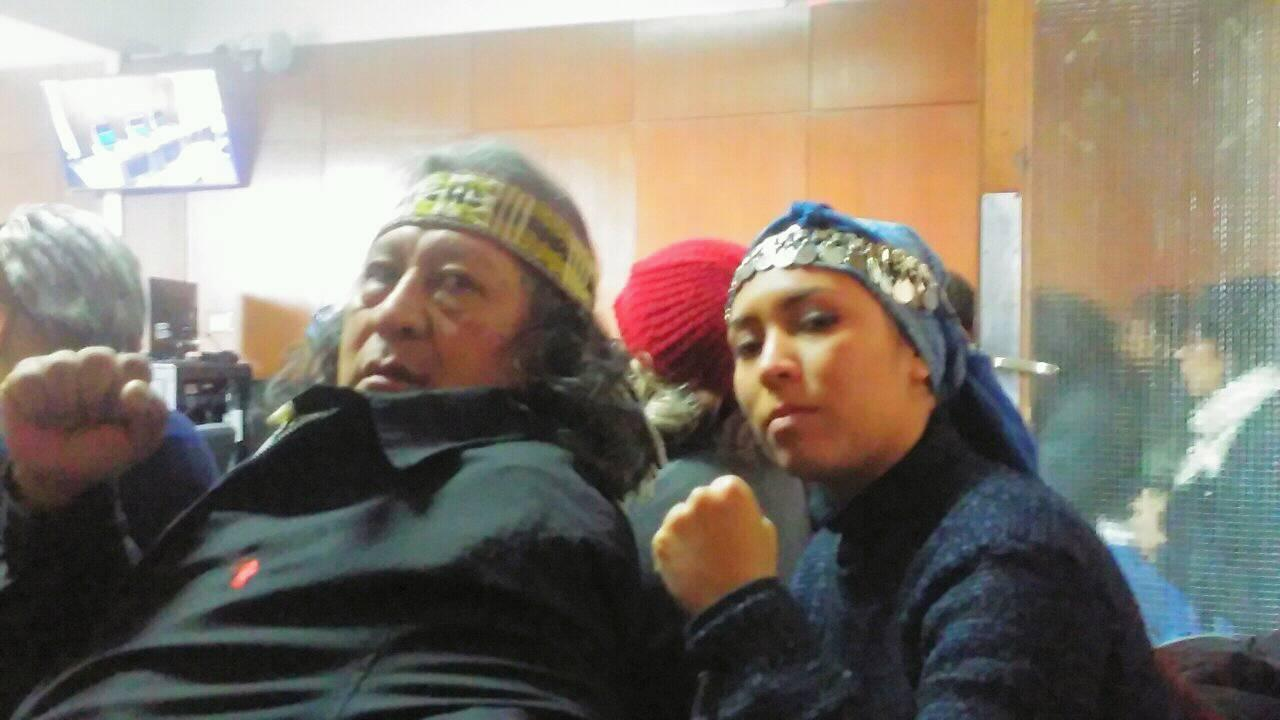
Comodoro Py, audiencia pedido de excarcelación y no extradiccion de Facundo Joanes Huala.

Francisco Facundo Jones Huala es un activista argentino por los derechos del pueblo mapuche, del que se considera descendiente por parte de su madre María Isabel Huala. Ganó relevancia a partir de la conformación de la Pu Lof en Resistencia de Cushamen, en tierras que en 2015 reivindicó como ancestrales de su familia paterna y que forman parte de una extensa propiedad del magnate italiano Luciano Benetton, en la provincia de Chubut. Jones Huala ha sido una figura destacada en el conflicto actual, así como la única persona que, hasta noviembre de 2021, había declarado ser integrante de la RAM. Según sus declaraciones judiciales,“he sido combatiente en algún momento de la Resistencia Ancestral Mapuche (RAM) como también fui combatiente de la Coordinadora Arauco Malleco (CAM)", mientras que al canal de noticias TN le manifestó:  “La RAM pertenece a un movimiento más amplio que es el Movimiento Mapuche Autónomo Organizado, son como las 'fuerzas especiales' de la lucha mapuche. Ideológicamente comulgo con la RAM”. Ha estado involucrado en protestas violentas y batallas legales, abogando por el reconocimiento de los derechos territoriales de los indígenas y oponiéndose a la invasión de corporaciones multinacionales en el territorio mapuche. Facundo Jones Huala fue extraditado a Chile desde Argentina y, en 2018, condenado a nueve años y un día de prisión por el Tribunal Oral en los Penal de Valdivia por un ataque incendiario ocurrido en 2013, pero el 21 de enero de 2022 la Corte de Apelaciones de Temuco, en la Región de La Araucanía, le dieron la libertad condicional.
Un mes después la Corte Suprema chilena revocó ese fallo y el Gobierno de Chile emitió una orden de detención. Después de su salida de prisión, autoridades confirmaron que Jones Huala volvió a la clandestinidad, perdiendo su pista cerca de tres meses. No fue hasta el 30 de enero del 2023, cuando Jones Huala fue detenido por autoridades federales, en una vivienda en la ciudad de El Bolsón, Río Negro. Las autoridades chilena habían declarado prófugo a Jones Huala desde febrero de 2022 por no haberse presentado luego de que la Corte Suprema de aquel país le revocara la libertad condicional, por lo que inició los trámites para solicitar la extradición de Facundo Jones Huala a Argentina. El primero de febrero de ese año, Jones Huela se declaró en huelga de hambre, el mismo día que se anunció que se trasladaría a un centro de detención en Esquel.
En noviembre del mismo año, Jones Huala entró en otra huelga de hambre, siendo hospitalizado diez días después, mismo mes que se confirma su extradición a Chile. El 14 de enero, autoridades argentinas confirmaron el arresto de Gonzalo Fabián Coña, quien poseía orden de captura activa por usurpación, y supuesta mano derecha de Jones Huala. El arresto tuvo lugar a las afueras de Pico Truncado, Provincia de Santa Cruz, siéndole decomisado una camioneta pick up, un rifle Remington con sus respectivos cartuchos útiles, un rifle Ruger Mini-14 con dos cargadores y 26 cartuchos. No fue hasta el 27 de junio, que Jones Huala volvió a una nueva huelga de hambre seca, esto durante su interior del penal de Temuco, según sus palabras, a la falta de garantías jurídicas, de condiciones carcelarias con pertinencia cultural, la vulneración de derechos a los presos políticos mapuche, a sus familiares y cercanos por parte de autoridades argentinas y chilenas. Tras casi diez días de huelga, el líder mapuche fue hospitalizado de urgencia, debido a la gravedad de su salud.
Tras ser liberado, volvió a ser detenido a mediados de enero de 2025, cuando intentaba abrir autos estacionados cerca de los incendios de Chubut. En esa ocasión fue observado intentando ingresar a dos vehículos estacionados mediante el tanteo de las manijas de las puertas, pero al no lograr su cometido, continuó caminando. Al ser interceptado por la policía, se resistió al arresto con golpes y gritos. Sin embargo, horas después, la Justicia ordenó su liberación mientras la causa continuaba su curso. Finalmente, volvió a ser detenido el 8 de junio de 2025 acusado de los incendios intencionales que dañaron instalaciones, vehículos y maquinaria pesada en la Estancia Amancay, cerca de Epuyén.